# Obersiebenbrunn
Obersiebenbrunn ist eine Marktgemeinde mit 1775 Einwohnern (Stand 1. Jänner 2024) im Bezirk Gänserndorf, Niederösterreich.

## Geographie

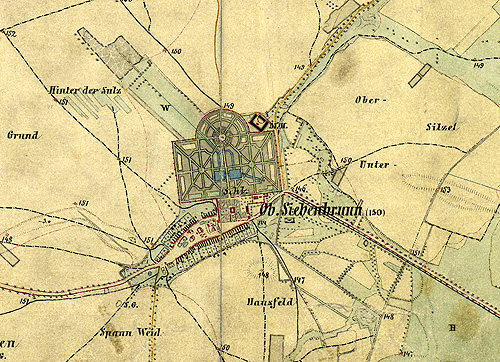
Ober Siebenbrunn um 1873 (Franzisco-Josephinische Landesaufnahme)

Obersiebenbrunn liegt im Marchfeld in Niederösterreich. Die Fläche der Marktgemeinde umfasst 26,92 Quadratkilometer. 19,7 Prozent der Fläche sind bewaldet.
In Obersiebenbrunn wird durch den zum Marchfeldkanal gehörenden Obersiebenbrunner Kanal der Stempfelbach mit Donauwasser versorgt.

### Gemeindegliederung
Es gibt nur die Katastralgemeinde Obersiebenbrunn. Ein Ortsteil ist Obersiebenbrunn-Siedlung im Süden.

### Nachbargemeinden
| Gänserndorf      | Weikendorf                                  |                  |
| Markgrafneusiedl | Kompassrose, die auf Nachbargemeinden zeigt | Untersiebenbrunn |
| Glinzendorf      | Leopoldsdorf im Marchfelde                  |                  |

## Geschichte
Die erste urkundliche Erwähnung von Sibinprvnnen erfolgte 1115 im Zusammenhang mit einer Grenzbeschreibung. Der Ortsname leitet sich von den zahlreichen Quellen ab, wobei die Zahl „sieben“ nicht wörtlich zu verstehen ist.
Die barocke Kirche Mariä Himmelfahrt wurde in der Zeit von 1722 bis 1724 auf Betreiben von Kardinal Fürsterzbischof Kollonitsch errichtet.
Prinz Eugen von Savoyen ließ in den Jahren 1725 bis 1736 das aus dem 17. Jahrhundert stammende Schloss von Lukas von Hildebrandt barockisieren und einen weitläufigen Lustgarten anlegen. Das Schloss kam 1874 in den Besitz der Erzdiözese Wien, die es als landwirtschaftliche Schule für Mädchen nutzte. In der ersten Hälfte des 20. Jahrhunderts war hier ein „soziales Zentrum für Frauen und Mädchen“ (Erziehungsanstalt) untergebracht. Heute ist das Schloss das Zentrum der koptisch-orthodoxen Kirche in Österreich.
Im Jahr 1891 wurde in Obersiebenbrunn die erste Flurbereinigung (Kommassierung) von Bürgermeister Josef Porsch initiiert. Dadurch wurde der Einsatz moderner landwirtschaftlicher Maschinen möglich.
Zwischen Oktober 1944 und April 1945 wurden auf dem Mensalgut des Erzbischofs von Wien, Theodor Innitzer, ungarische Juden als Zwangsarbeiter für landwirtschaftliche Tätigkeiten eingesetzt.

### Einwohnerentwicklung
In der Popreg-Datenbank wurden für das Jahr 2010 1708 Einwohner ermittelt. Nach dem Ergebnis der Volkszählung 2001 gab es 1416 Einwohner. 1991 hatte die Marktgemeinde 1179 Einwohner, 1981 1149 und im Jahr 1971 1286 Einwohner.

## Kultur und Sehenswürdigkeiten

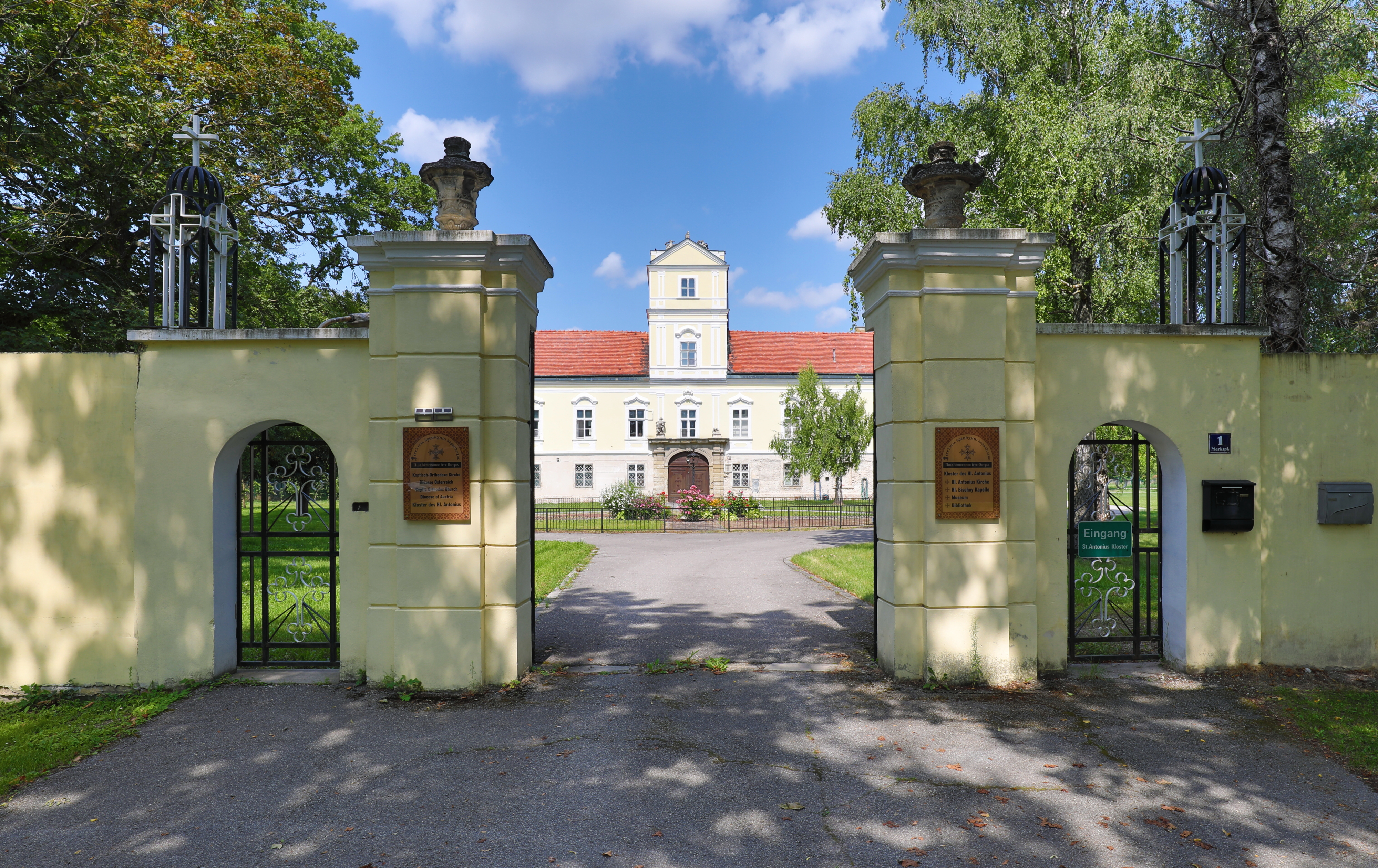
Schloss Obersiebenbrunn, das seit 2001 als St. Antonius-Kloster genutzt wird

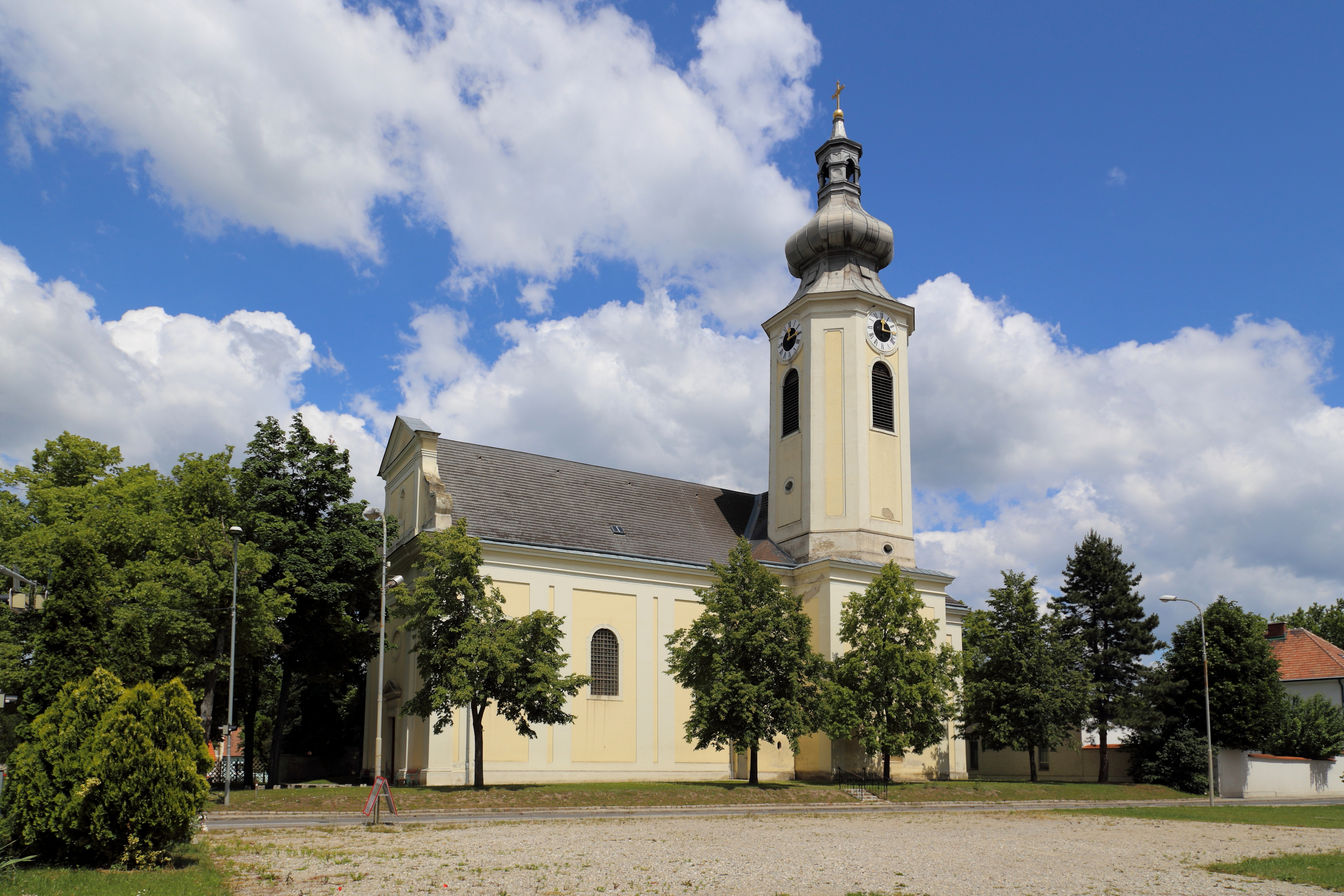
Pfarrkirche Obersiebenbrunn

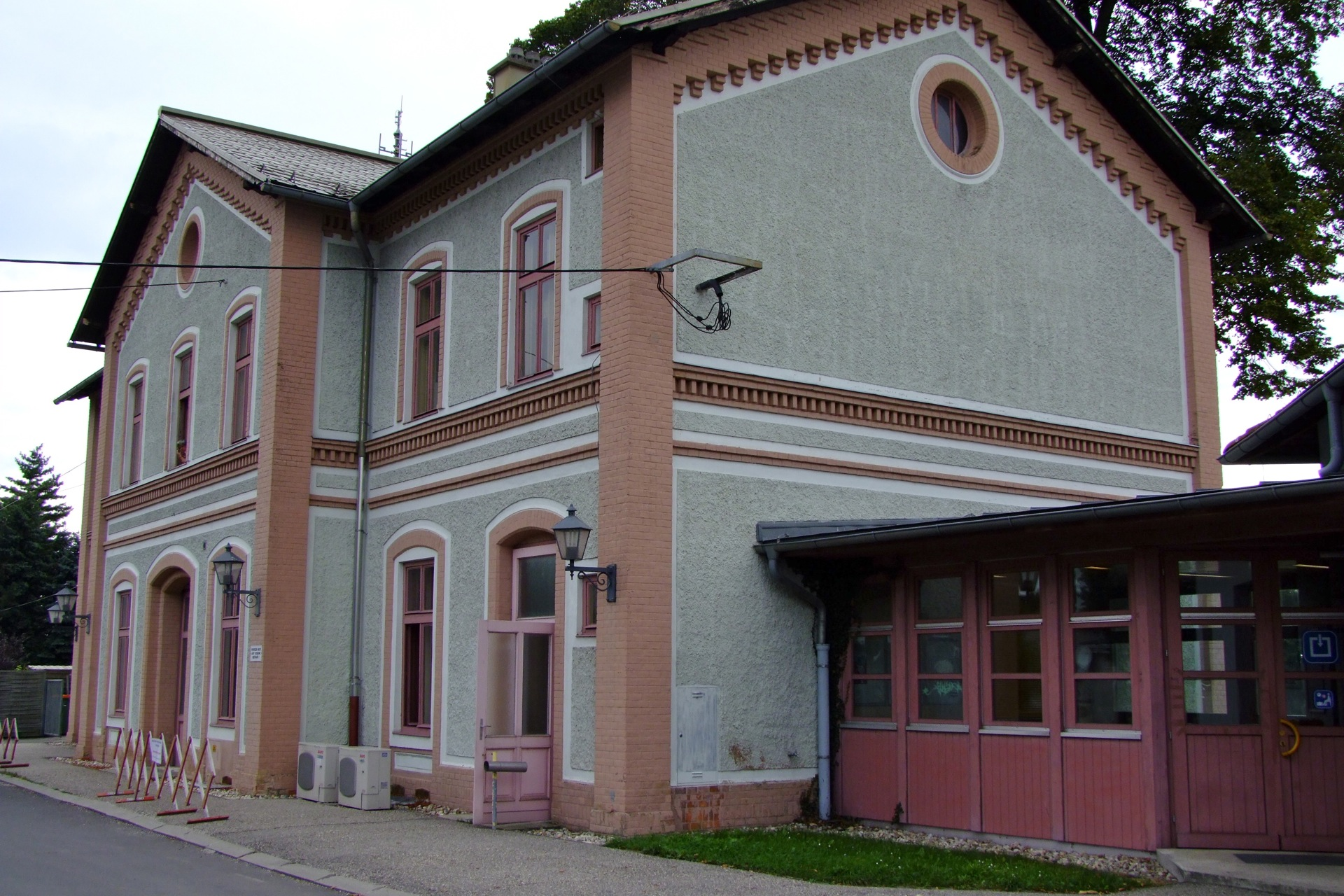
Bahnhof Siebenbrunn-Leopoldsdorf

- Schloss Obersiebenbrunn: Das frühbarocke Schloss war einst im Besitz von Prinz Eugen, es wurde 2001 von der Koptischen Kirche erworben, renoviert und darin ein Kloster errichtet. Neben dem Haupthaus stehen auch Schlosspark, der barocke, innen reich mit Malerei verzierte Gartenpavillon, und etliche Nebengebäude unter Denkmalschutz. Seit 2014 gibt es dort auch ein koptisches Museum.
- Katholische Pfarrkirche Obersiebenbrunn Mariä Himmelfahrt: Barockkirche, erbaut in den Jahren 1722 bis 1724 unter Kardinal Fürsterzbischof Sigismund von Kollonitz. Aus der Kirchengeschichte: Laut erzbischöflichem Schematismus bestand die Kirche schon vor 1333. Die erste Kirche wurde um 1250 erbaut. 1722 wegen Baufälligkeit Abtragung und Neuerrichtung. Einweihung im Jahre 1724. Die Pfarrbücher reichen bis 1657 zurück. Das Verzeichnis der Pfarrherren geht lückenlos bis 1654 – lückenhaft bis vor 1544 – zurück. Nach der Ablieferung der Glocken im Ersten und Zweiten Weltkrieg mussten sie 1924 und 1957 ergänzt werden. Nach mündlicher Überlieferung soll sich unter der Kirche noch die Krypta der alten Kirche befinden.
- Bahnhof Siebenbrunn-Leopoldsdorf: Mit einem originalen historischen Aufnahmsgebäude und erhaltener Wasserstation

## Wirtschaft und Infrastruktur
Im Jahr 2001 gab es 48 nichtlandwirtschaftliche Arbeitsstätten, nach der Erhebung 1999 außerdem 35 land- und forstwirtschaftliche Betriebe. Nach der Volkszählung 2001 betrug die Zahl der Erwerbstätigen am Wohnort 681. Die Erwerbsquote lag 2001 bei 50,28 Prozent.

### Verkehr
- Bahn: Der Bahnhof Siebenbrunn-Leopoldsdorf im Ortsgebiet der Gemeinde liegt an der Marchegger Ostbahn. Bis 2002 begann hier die Lokalbahn Siebenbrunn–Engelhartstetten.

### Bildung

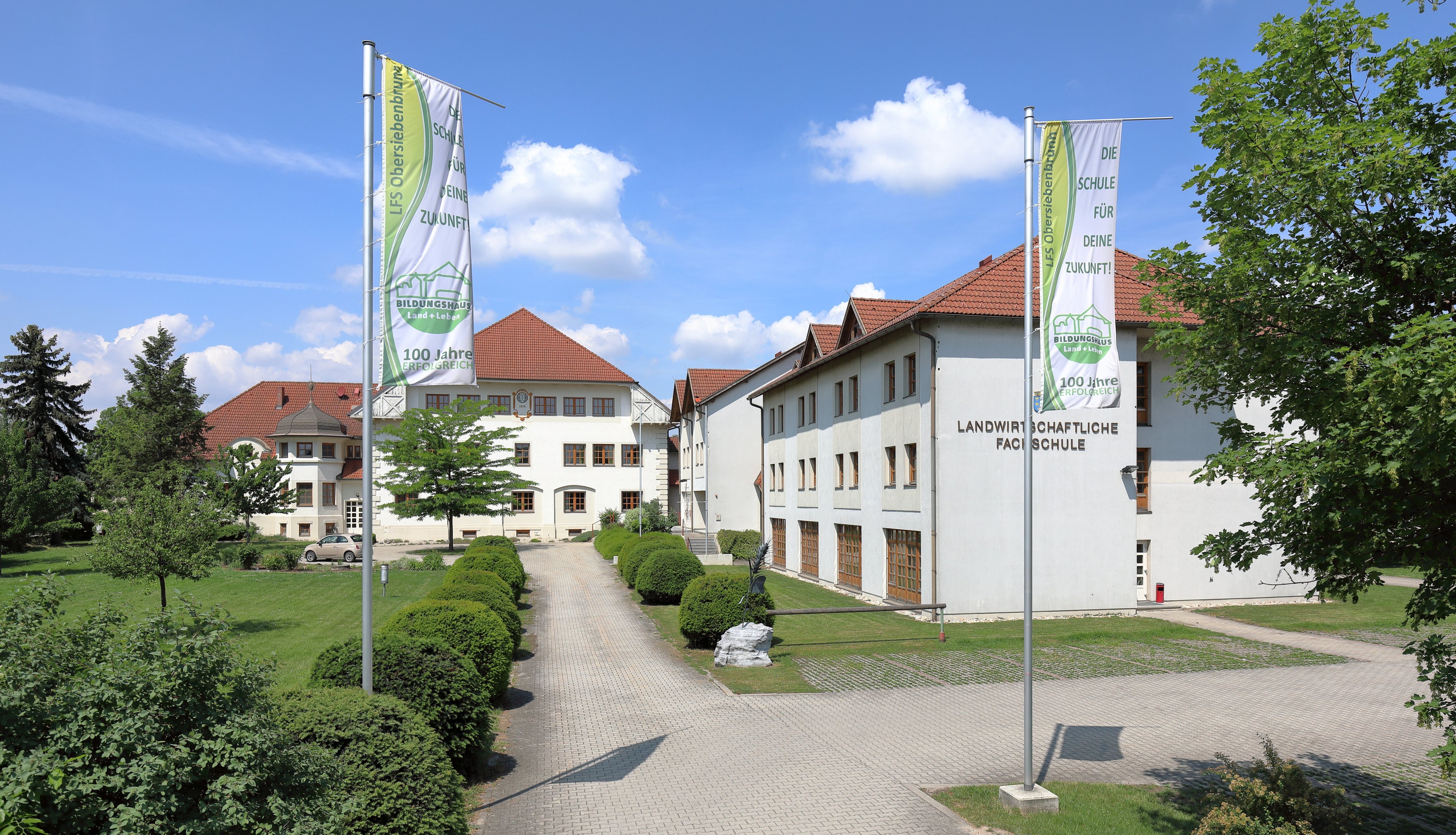
Eingangsbereich der Landwirtschaftlichen Fachschule

In Obersiebenbrunn besteht sein 1914 eine Landwirtschaftliche Fachschule. Aktuell (2018) wird ein modulares Schulsystem angeboten, das bis zur Zulassung zur Meisterprüfung führt. Das Hauptgebäude wurde 1913/14 errichtet und hat einen schlichten Heimatstildekor.
In Obersiebenbrunn befindet sich eine Volksschule.

## Politik

### Gemeinderat
Der Gemeinderat hat 19 Mitglieder.
- Nach den Gemeinderatswahlen in Niederösterreich 1990 hatte der Gemeinderat folgende Verteilung: 8 OBL–Obersiebenbrunner Bürgerliste, 6 SPÖ, 4 ÖVP und 1 ABO–Alternativbewegung Obersiebenbrunn.
- Nach den Gemeinderatswahlen in Niederösterreich 1995 hatte der Gemeinderat folgende Verteilung: 7 OBL–Obersiebenbrunner Bürgerliste, 7 SPÖ und 5 ÖVP.[6]
- Nach den Gemeinderatswahlen in Niederösterreich 2000 hatte der Gemeinderat folgende Verteilung: 8 OBL–Obersiebenbrunner Bürgerliste, 7 SPÖ und 4 ÖVP.[7]
- Nach den Gemeinderatswahlen in Niederösterreich 2005 hatte der Gemeinderat folgende Verteilung: 8 OBL–Obersiebenbrunner Bürgerliste, 7 SPÖ und 4 ÖVP.[8]
- Nach den Gemeinderatswahlen in Niederösterreich 2010 hatte der Gemeinderat folgende Verteilung: 9 SPÖ, 6 ÖVP und 4 OBL–Obersiebenbrunner Bürgerliste.[9]
- Nach den Gemeinderatswahlen in Niederösterreich 2015 hatte der Gemeinderat folgende Verteilung: 7 SPÖ, 6 GO7–Gemeinsam für Obersiebenbrunn, 4 ÖVP und 2 OBL–Obersiebenbrunner Bürgerliste.[10]
- Nach den Gemeinderatswahlen in Niederösterreich 2020 hatte der Gemeinderat folgende Verteilung: 7 SPÖ, 5 LOS–Liste Obersiebenbrunn, 4 GO7–Gemeinsam für Obersiebenbrunn und 3 ÖVP.[11]
- Nachdem alle Mandatare der SPÖ zurückgetreten waren, erfolgte zum 30. Jänner 2022 eine Nachwahl: 7 SPÖ, 4 LOS, 4 GO7 und 4 ÖVP.[12]
- Nach den Gemeinderatswahlen in Niederösterreich 2025 hat der Gemeinderat folgende Verteilung: 8 SPÖ, 6 ÖVP, 2 GO7, 2 LOS und 1 FPÖ.[13]

### Bürgermeister
- bis 2005 Josef Slavik
- 2005–2008 Andreas Sinnhuber
- 2008–2015 Kurt Steindl (GO7–Gemeinsam für Obersiebenbrunn)
- 2015–2018 Werner Pozarek (GO7–Gemeinsam für Obersiebenbrunn)
- 2018–2022 Herbert Porsch (SPÖ)
- 2022–2025 Walter Seehofer (ÖVP)[14]
- seit 2025: Herbert Porsch (SPÖ)[15]

## Persönlichkeiten

### Ehrenbürger der Gemeinde
- Adam Zehetbauer, Bezirksfeuerwehrkommandant[16]

### Söhne und Töchter der Gemeinde
- Fred Heller (1889–1949), Journalist, Kritiker und Schriftsteller
- Eugen von Ledebur (1909–1973), österreichischer Illustrator und Zeichner
- Karl Vondal (1953–2024), bildender Künstler